# 三氟乙酰氯
三氟乙酰氯，又称TFAC是一种气体，化学式 C2ClF3O。它通常以高压液体货运，有毒。

## 性质
三氟乙酰氯的蒸汽密度是空气的4.6倍，在20 °C（68 °F）的液态密度为1.384 g/cm3。它的熔点为 −146 °C（−231 °F），沸点 −27 °C（−17 °F）。三氟乙酰氯极易和水及湿气反应，形成有毒的氯化氢和三氟乙酸。
三氟乙酰氯和很多化合物如胺、醇、碱和强氧化剂不兼容。它和胺与碱剧烈反应。它也会和异丙醚，或是在金属盐存在下和任何的醚剧烈反应，有时还会引起爆炸。
三氟乙酰氯的汽化热为 20 千焦每摩尔（当65 英热单位每磅）
很多基团都可以取代三氟乙酰氯中的氯原子。这些基团包括碘、氟、氰基、硫氰基和异氰酸基。它也很容易与烷基金属反应。这些反应的通式为 CF3COCl + MR → CF3COR + MCl，其中 M 可以是锂、铜、镁、汞、银或镉。当三氟乙酰氯和烯酮并发生酯化反应时，会产生三氟乙酸酯。
三氟乙酰氯会和土壤、纤维素和粘土反应。当它与金属接触时与水发生反应，会产生具有爆炸性的氢气。它还会和甲基 (CH3)进行聚集反应。

## 制备
三氟乙酰氯可以由氯气催化氯化三氟乙醛而成。如果使用CYP2E1或CYP2A6氧化氟烷，也可以生成三氟乙酰氯。

## 应用和存放
三氟乙酰氯可用于药物、农药、精细化工和反应中间体行业。但是，该化合物本身不会出售给消费者或作为商品。一些从三氟乙酰氯生产的乙酰乙酸酯可制备农业化学品和药品。
它也可以用来给复杂的化合物引入三氟甲基。
1970年代晚期，三氟乙酰氯被探索用于核磁共振的试剂。它也用于制备胺、醇、硫醇和酚。
三氟乙酰氯通常以高压液体存放。

## 安全和毒性
液态的三氟乙酰氯接触到未保护的皮肤会引起冻伤。如果吸入，处于气态的三氟乙酰氯会刺激眼睛、皮肤和粘膜。通过皮肤吸收、吸入或摄入三氟乙酰氯可导致死亡。当三氟乙酰氯燃烧时，会产生有毒气体。 它还会腐蚀呼吸道。三氟乙酰氯是一种催泪剂。如果被大鼠、小鼠和豚鼠吸入，它可以造成呼吸困难。浓度35.3 ppm的三氟乙酰氯足以在六小时杀死大鼠。
三氟乙酰氯不会显着生物累积。但是，它对水生生物有害。
三氟乙酰氯由细胞色素P450酶代谢。生物体的免疫系统通常对此做出反应。

## 外部連結
- 维基共享资源上的相關多媒體資源：三氟乙酰氯